# Liste der Gouverneure von Amazonas

Wappen des Bundesstaates Amazonas

Die Liste der Gouverneure von Amazonas gibt einen Überblick über die Gouverneure des brasilianischen Bundesstaates Amazonas.

## Neue Republik (Sechste Republik, seit 1985)
| Nr. | Name                         | Bild         | Partei       | Beginn der Amtszeit | Ende der Amtszeit |
| --- | ---------------------------- | ------------ | ------------ | ------------------- | ----------------- |
| 40  | Gilberto Mestrinho           |              | PMDB         | 15. März 1983       | 15. März 1987     |
| 41  | Amazonino Mendes             |              | PDC          | 15. März 1987       | 2. Apr. 1990      |
| 42  | Vivaldo Frota                |              | PFL          | 2. Apr. 1990        | 15. März 1991     |
| 43  | Gilberto Mestrinho           |              | PMDB         | 15. März 1991       | 1. Jan. 1995      |
| 44  | Amazonino Mendes             |              | PPR          | 1. Jan. 1995        | 1. Jan. 1999      |
| 44  | Amazonino Mendes             | PFL          | 1. Jan. 1999 | 1. Jan. 2003        |                   |
| 45  | Eduardo Braga                |              | PPS          | 1. Jan. 2003        | 1. Jan. 2007      |
| 45  | Eduardo Braga                | PMDB         | 1. Jan. 2007 | 31. März 2010       |                   |
| 46  | Omar Aziz                    |              | PMN          | 31. März 2010       | 1. Jan. 2011      |
| 46  | Omar Aziz                    | PSD          | 1. Jan. 2011 | 4. Apr. 2014        |                   |
| 47  | José Melo de Oliveira        |              | PROS         | 4. Apr. 2014        | 1. Jan. 2015      |
| 47  | José Melo de Oliveira        | 1. Jan. 2015 | PROS         | 9. Mai 2017         |                   |
| –   | David Almeida interimistisch |              | PSD          | 9. Mai 2017         | 4. Okt. 2017      |
| 48  | Amazonino Mendes             |              | PDT          | 4. Okt. 2017        | 1. Jan. 2019      |
| 49  | Wilson Miranda Lima          |              | PSC          | 1. Jan. 2019        | amtierend         |
| 49  | Wilson Miranda Lima          | União Brasil | 1. Jan. 2023 |                     |                   |